# Salvador de Villa

## Biografía

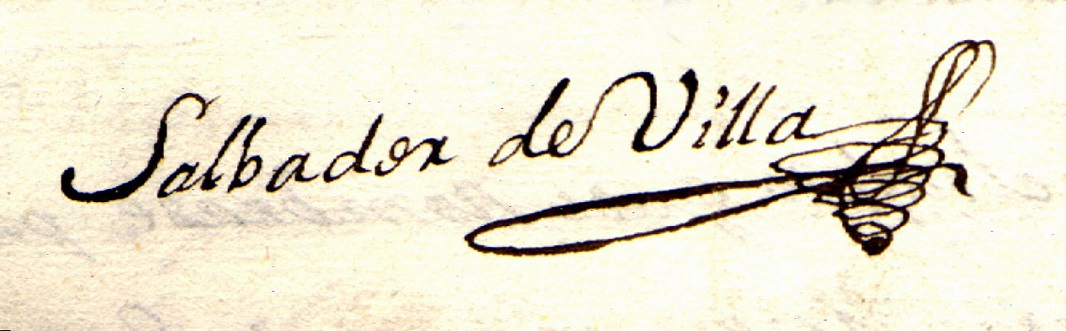
Firma autógrafa del arq. Salvador de Villa.

Autor del más importante monumento civil de la América virreinal, fue el arquitecto de la Casa Real de Moneda de la Villa Imperial de Potosí, que sin poder ver terminada su obra, murió en Potosí en 21 de enero de 1764  en la iglesia de los Bethelemitas, habría fallecido al perecer de setenta años de edad.
Villa era un experimento técnico de aquellos tiempos, había intervenido en la construcción de las Casas de Moneda de México y Lima. Hizo su testamento el 4 de enero de 1764, anulando el de 12 de julio de 1758, dictado en Lima ante Juan Bautista Thenorio y Palacio. Consta que Salvador de Villa era natural de la ciudad de Zaragoza del Reino de Aragón, e hijo legítimo de don Francisco de Villa y de doña Isabel de Alcaides, y que nombró por sus albaceas a don Luis Cabello y Vicente Gareca. 

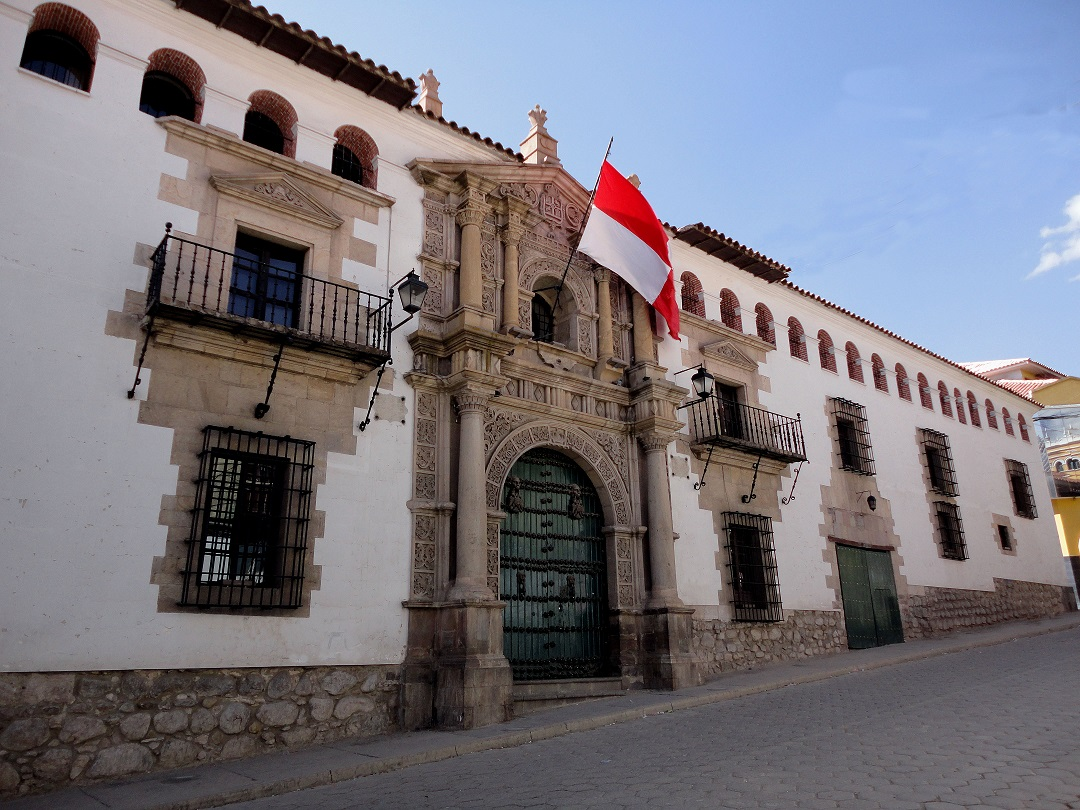
Casa Real de Moneda de Potosí construida por Salvador de Villa. 1759-1773.

En un Memorial hecho por Villa el 2 de mayo de 1758 se confirma que trabajó en las Casas de Moneda de México y Lima:

“como que las practicó en la Real Casa de Moneda de México y habiendo pasado a esta en su compañía, a asistido en ella a la labor de moneda circular desde las primeras que labró el suplicante, manteniéndose en dicha labor hasta el presente con el título de Maestro de Moneda, y con el sueldo de ochocientos pesos que V.E. fue servido señalarle reputaba el suplicante por conveniente que no habiendo ya dicho don Luis Cabello notable falta en esta Real Casa porque en ella se hallan bien instruidos sus operarios, pasase a la de Potosí”